# Кен Норман
Кеннет Дарнел Норман (англ. Kenneth Darnel Norman, нар. 5 вересня 1964, Чикаго, США) — американський професіональний баскетболіст, що грав на позиції легкого форварда за декілька команд НБА.

## Ігрова кар'єра
Починав грати у баскетбол у команді старшої школи Крейна (Чикаго, Іллінойс). На університетському рівні грав за команду Іллінойс (1984–1987). 
1987 року був обраний у першому раунді драфту НБА під загальним 19-м номером командою «Лос-Анджелес Кліпперс». Захищав кольори команди з Лос-Анджелеса протягом наступних 6 сезонів. Найкращий сезон у кар'єрі провів у 1988-1989, коли набирав 18,1 очка та 8,3 підбирання за гру.
З 1993 по 1994 рік також грав у складі «Мілвокі Бакс».
Останньою ж командою в кар'єрі гравця стала «Атланта Гокс», до складу якої він приєднався 1994 року і за яку відіграв 3 сезони.